# Victorio Blanco
Victorio Blanco (Alvarado, Veracruz, 18 de septiembre de 1893-Ciudad de México, 1 de octubre de 1977) fue un actor de cine mexicano. Tuvo una larga y prolífica carrera en el mundo del cine, apareciendo en alrededor de trescientas películas.

## Filmografía
- Pasajeros en tránsito (1978)
- Alucarda, la hija de las tinieblas (1978) (sin crédito)
- Divinas palabras (1977)
- Capulina chisme caliente (1977)
- El diabólico (1977)
- Prisión de mujeres (1977)
- Balún Canán (1977)
- Cuartelazo (1977)
- La palomilla al rescate (1976)
- Chicano (1976)
- La vida cambia (1976)
- El hombre del puente (1976)
- Tiempo y destiempo (1976)
- Espejismo de la ciudad (1976)
- El pacto (1976)
- Las fuerzas vivas (1975)
- Los caciques (1975)
- Yo amo, tu amas, nosotros... (1975)
- La otra virginidad (1975)
- Presagio (1975)
- Jalisco nunca pierde (1974)
- En busca de un muro (1974)
- Llanto, risas y nocaut (1974)
- La isla de los hombres solos (1974)
- Las hijas de don Laureano (1974)
- Mi amorcito de Suecia (1974)
- El tigre de Santa Julia (1974)
- La tierra (1974) (Serie de televisión)
- Nosotros los feos (1973)
- The Mansion of Madness (1973)
- Los perturbados (1972)
- Hoy he soñado con Dios (1972) (sin crédito)
- El águila descalza (1971)
- Rancho del miedo (1971)
- Río salvaje (1971)
- Juventud desnuda (1971)
- Yesenia (1971)
- Todo el horizonte para morir (1971)
- Mamá Dolores (1971)
- The Incredible Invasion (1971) (sin crédito)
- Pubertinaje (1971)
- Ssuperzam el invencible (1971)
- Santo contra los jinetes del terror (1970)
- Fallaste corazón (1970)
- Su precio... unos dólares (1970)
- La hermanita dinamita (1970)
- The Phantom Gunslinger (1970)
- Cristo 70 (1970)
- Faltas a la moral (1970)
- La maestra inolvidable (1969)
- Un Quijote sin mancha (1969)
- La princesa hippie (1969)
- La gran aventura (1969)
- Las pirañas aman en cuaresma (1969)
- Las luchadoras vs. el robot asesino (1969) (sin crédito)
- Ambición sangrienta (1968)
- Esta noche si (1968)
- Caballo prieto azabache (La tumba de Villa) (1968)
- Pax? (1968)
- La vuelta del Mexicano (1967)
- El pícaro (1967)
- Los tres mosqueteros de Dios (1967) (sin crédito)
- La isla de los dinosaurios (1967)  (sin crédito)
- Cruces sobre el yermo (1967)  (sin crédito)
- Su excelencia (1967)  (sin crédito)
- Rancho solo (1967)
- Pedro Páramo (1967)
- Mi caballo prieto rebelde (1967)
- Marcelo y María (1966)
- Sangre en Río Bravo (1966) (sin crédito)
- Los gavilanes negros (1966) (sin crédito)
- El cachorro (1966)
- Duelo de pistoleros (1966)
- Alma grande (1966)
- Amor amor amor (1965)
- La sunamita (1965)
- Los fantasmas burlones (1965) (sin crédito)
- El rescate (1965)
- Los dos cuatreros (1965) (sin crédito)
- Aquella Rosita Alvírez (1965)
- Las lobas del ring (1965) (sin crédito)
- El rifle implacable (1965) (sin crédito)
- Gabino Barrera (1965) (sin crédito)
- Un hombre en la trampa (1965) (sin crédito)
- El último cartucho (1965)
- Los novios de mis hijas (1964)
- Dos caballeros de espada (1964)
- La banda del fantasma negro (1964) (sin crédito)
- Mi alma por un amor (1964)
- Ruletero a toda marcha (1964) (sin crédito)
- Vivir de sueños (1964) (sin crédito)
- El revólver sangriento (1964)
- México de mis recuerdos (1963)
- La maldición de la Llorona (1963)
- La invasión de los vampiros (1963) (sin crédito)
- Santo en el museo de cera (1963) (sin crédito)
- Aventuras de las hermanas X (1963) (sin crédito)
- El terror de la frontera (1963) (sin crédito)
- La bandida (1963)
- Secuestro en Acapulco (1963)
- Vuelven los cinco halcones (1962) (sin crédito)
- Atrás de las nubes (1962)
- El zorro vengador (1962)
- El tejedor de milagros (1962)
- Cazadores de asesinos (1962) (sin crédito)
- El malvado Carabel (1962)
- Espiritismo (1962) (sin crédito)
- Martín Santos el llanero (1962)
- La tórtola del Ajusco (1962)
- El rayo de Jalisco (1962)
- Los bárbaros del norte (1962)
- Barú, el hombre de la selva (1962)
- Los hermanos del hierro (1961) (sin crédito)
- El gato con botas (1961)
- Mi guitarra y mi caballo (1961) (sin crédito)
- Tres balas perdidas (1961) (sin crédito)
- Guantes de oro (1961) (sin crédito)
- El globero (1961)
- El proceso de las señoritas Vivanco (1961) (sin crédito)
- Conquistador de la luna (1960) (sin crédito)
- Vivo o muerto (1960)
- Bala de Plata en el pueblo maldito (1960)
- Tin Tan y las modelos (1960)
- La tijera de oro (1960)
- Me importa poco (1960)
- Nazarín (1959)
- Ángel del infierno (1959)
- México nunca duerme (1959)  (sin crédito)
- Carabina 30-30 (1958)
- El misterio del látigo negro (1958)
- Maratón de baile (1958) (sin crédito)
- La venganza de Heraclio Bernal (1958)
- Un vago sin oficio (1958)
- El látigo negro (1958)
- Los salvajes (1958)
- Horas de agonía (1958)
- ¡Cielito lindo! (1957) (sin crédito)
- Nos veremos en el cielo (1956)
- Vivir a todo dar (1956) (sin crédito)
- El rey de México (1956)
- Cadena de mentiras (1955)
- La sombra de Cruz Diablo (1955)
- ¡Que bravas son las costeñas!... (1955) (sin crédito)
- El pecado de ser mujer (1955) (sin crédito)
- El asesino X (1955) (sin crédito)
- Una mujer en la calle (1955) (sin crédito)
- Tu vida entre mis manos (1955) (sin crédito)
- Tehuantepec (1954)
- La bruja (1954) (sin crédito)
- Si volvieras a mí (1954)
- Los Fernández de Peralvillo (1954)
- Caballero a la medida (1954)
- La calle de los amores (1954)
- Píntame angelitos blancos (1954) (sin crédito)
- Sandunga para tres (1954) (sin crédito)
- Romance de fieras (1954) (sin crédito)
- La ilusión viaja en tranvía (1954) (sin crédito)
- El águila negra (1954) (sin crédito)
- Ley fuga (1954)
- Casa de muñecas (1954)
- Eugenia Grandet (1953)
- Plunder of the sun (1953) (sin crédito)
- Piel canela (1953) (sin crédito)
- El jugador (1953)
- Quiéreme porque me muero (1953) (sin crédito)
- Fruto de tentación (1953) (sin crédito)
- Acuérdate de vivir (1953) (sin crédito)
- Póker de ases (1952)(sin crédito)
- Marejada (1952)
- Se le pasó la mano (1952)
- El genial detective Peter Pérez (1952)
- Los hijos de nadie (Dos caminos) (1952) (sin crédito)
- El ruiseñor del barrio (1952)
- Cartas a Ufemia (1952)
- Te sigo esperando (1952)
- Chucho el remendado (1952)
- Mi esposa y la otra (1952)
- ¡¡¡Mátenme porque me muero!!! (1951) (sin crédito)
- Los enredos de una gallega (1951) (sin crédito)
- Mujeres sin mañana (1951)
- La hija del engaño (1951) (sin crédito)
- Puerto de tentación (1951)
- Peregrina (1951)
- ¡Baile mi rey!... (1951) (sin crédito)
- La hija de la otra (1951)
- Amor a la vida (1951)
- Buenas noches mi amor (1951)
- Amor vendido (1951)
- Retorno al quinto patio (1951)
- Los olvidados (1950) (sin crédito)
- Las dos huerfanitas (1950) (sin crédito)
- Te besaré en la boca (1950)
- Cabaret Shangai (1950)
- El portero (1950)
- Amor salvaje (1950)
- Yo quiero ser mala (1950)
- Callejera (1949)
- Prisión de sueños (1949)
- Las puertas del presidio (1949)
- La venenosa (1949)
- Rayito de luna (1949)
- El embajador (1949)
- El mago (1949)
- La vorágine (1949)
- Cara sucia (1949)
- Una mujer con pasado (1949)
- Flor de caña (1948)
- Se la llevó el Remington (1948)
- ¡Ay, Palillo, no te rajes! (1948)
- En la Hacienda de la Flor (1948)
- De pecado en pecado (1948)
- Que Dios me perdone (1948)
- Nana (1944)
- Simón Bolívar (1942)
- ¡Ay Jalisco, no te rajes! (1941)
- El fantasma de medianoche (1940)
- La justicia de Pancho Villa (1940)
- Perjura (1938)
- Guadalupe la chinaca (1938)
- A la orilla de un palmar (1937)
- El baúl macabro (1936)
- Judas (1936)
- El rayo de Sinaloa (1935)
- Tribu (1935)
- Una mujer en venta (1934)
- Juárez y Maximiliano (1934)
- El fantasma del convento (1934)
- La noche del pecado (1933)
- El tigre de Yautepec (1933)